# Rüssel-Rotdeckenkäfer

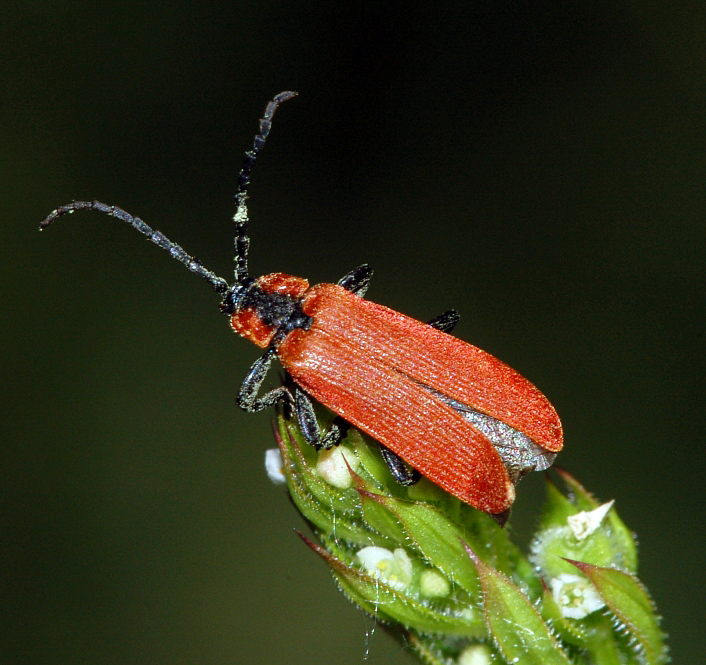
Schematische Zeichnung eines Rüssel-Rotdeckenkäfers

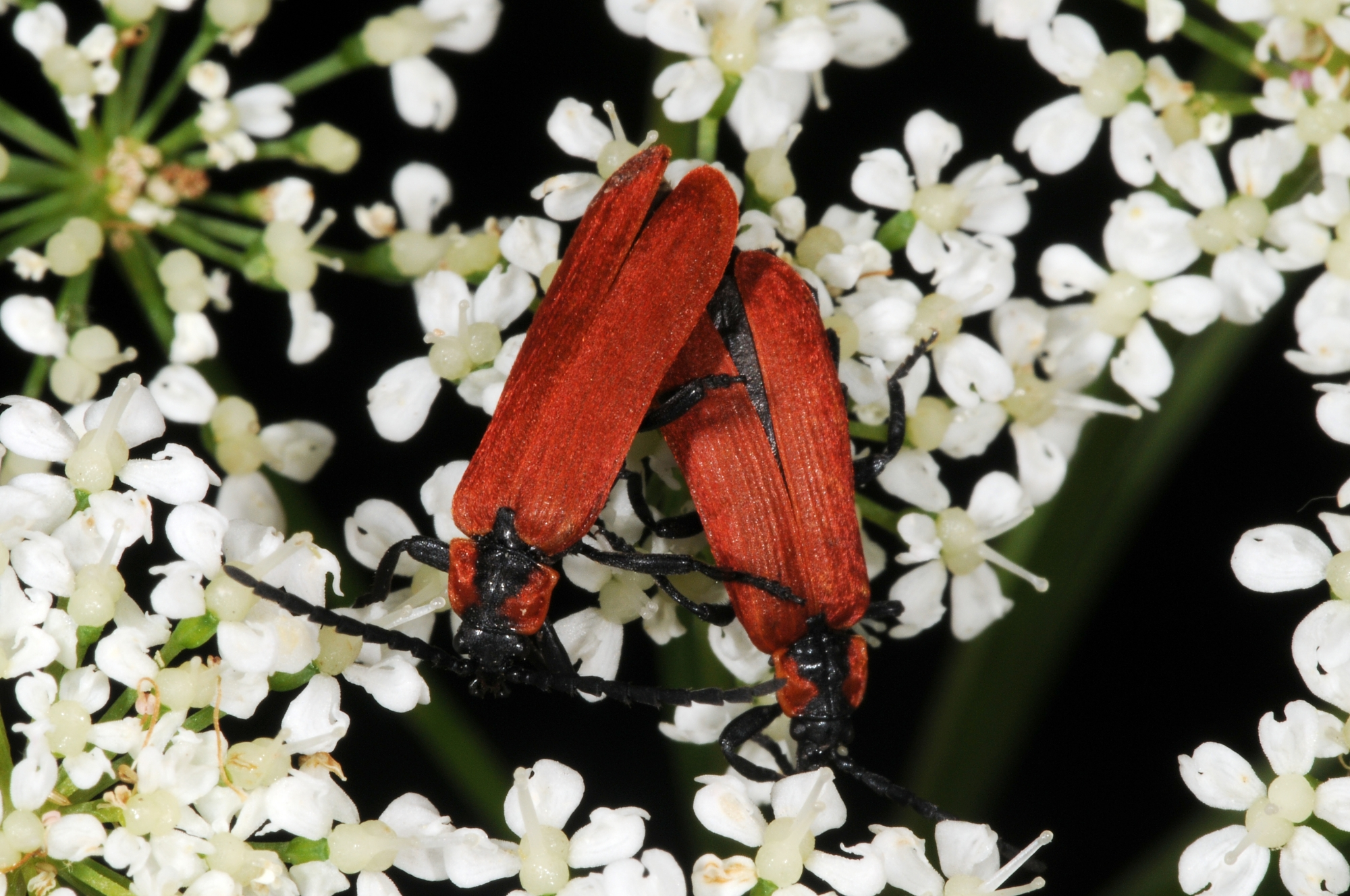
Paarung

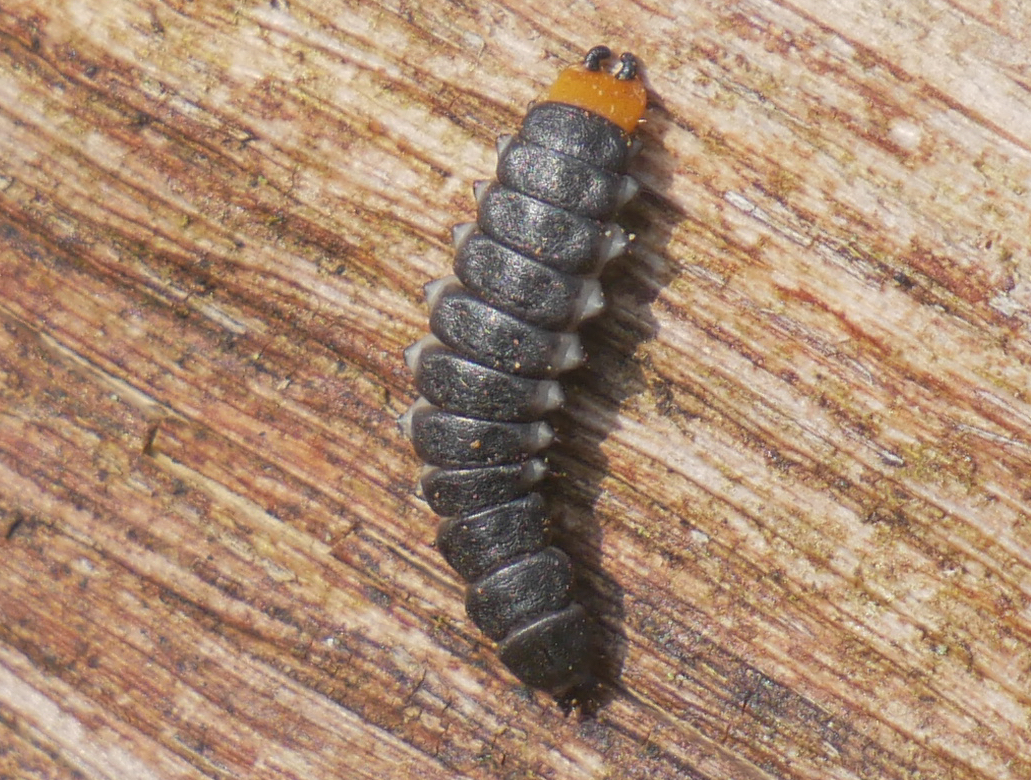
Larve

Der Rüssel-Rotdeckenkäfer (Lygistopterus sanguineus) ist ein Käfer aus der Familie der Rotdeckenkäfer (Lycidae).

## Merkmale
Die Käfer werden 7 bis 12 Millimeter lang. Sie haben rote oder hellbraun-rötliche Deckflügel, mit leicht sichtbaren Längsrillen. Die bei den Rotdeckenkäfern oft anzutreffende rasterähnliche Zeichnung der Deckflügel fehlt. Ihr Kopf hat eine rüsselartige Ausstülpung, welche bei keiner anderen mitteleuropäischen Art seiner Familie zu finden ist. Der Halsschild ist in der Mitte schwarz, an der linken und rechten Außenseite aber gleich wie die Deckflügel gefärbt.

## Verbreitung und Lebensweise
Sie sind in Europa und Asien verbreitet und häufig zu finden.
Die Larven leben in morschem Laubbaumholz und fressen Insekten. Sie benötigen für ihre Entwicklung mehrere Jahre. 
Die Käfer ernähren sich von Pollen.